# 101 дзэнская история
101 дзэнская история (яп. 101の禅話) — сборник притч и историй китайских и японских учителей дзэна, составленный в 1919 году монахом Нёгэн Сэндзаки (яп. 千崎如幻). Истории заимствованы из книги «Собрание песка и камней», написанной в XIII веке японским дзэнским учителем Мудзю, а также из сборников историй дзэнских монахов, написанных в Китае и Японии в VII—XX веках.
Книга впервые опубликована на английском языке Нёгэном Сэндзаки в соавторстве с Полом Репсом в 1939 году в лондонском издательстве Rider & Co., а в 1940 — американским David McKay Publications. На русский язык книга была переведена в 1957 году С. А. Кротковым и в дальнейшем несколько раз переиздавалась.
Позже книга была полностью включена в изданную в 1957 году Полом Репсом книгу Zen Flesh, Zen Bones.
Сборник «101 дзэнская история» тесно примыкает к другим сборникам коанов дзэн, таким как «Мумонкан» («Умэньгуан» — «Бездверная дверь» или «Застава без ворот») и др.
В качестве примера можно привести первую историю из этого сборника:

Нанъин, японский учитель Дзэн, живший в эру Мэйдзи (1868—1912 гг.), принимал у себя университетского профессора, пришедшего узнать, что такое дзэн. Нанъин пригласил его к чаю. Он налил гостю чашку доверху и продолжал лить дальше. Профессор следил за тем, как переполняется чашка, и наконец, не выдержал: «Она же переполнена. Больше уже не войдёт!» «Так же, как эта чашка, — сказал Нанъин, — вы полны ваших собственных мнений и размышлений. Как же я смогу показать вам дзэн, если вы сначала не опустошили вашу чашу?»